# Encenação sexual
Encenação sexual ou interpretação de papeis sexual ou do inglês role play, é uma encenação com fortes elementos eróticos onde duas ou mais pessoas desempenham papéis em forma de fantasia sexual para fins de excitação. As encenações sexuais podem acontecer pessoalmente ou de forma virtual, como através do cybersexo.
A elaboração e complexidade da encenação depende dos participantes, a encenação não exige a utilização de roupas temáticas, então ela pode variar de simples e improvisada a detalhada com figurinos e roteiro. Quase todo tipo de papel pode se tornar material para uma experiência erótica, que irá depender da vontade e da imaginação das pessoas envolvidas.
Relações entre médico e paciente, policial e bandido, professor e aluno são alguns cenários comuns em fantasias sexuais. Fazer com que uma pessoa se aproxime de seu parceiro como se não o conhecesse também é outra encenação comum, ela é realizada com a ideia de que as duas pessoas interpretem um cenário onde estariam se conhecendo pela primeira vez e realizando sexo com um desconhecido.
Boa parte das encenações sexuais envolvem um jogo de poder de dominação e submissão utilizadas no meio BDSM, onde uma pessoa exerce autoridade sobre a outra de maneira consensual. Há também fetiches que estão especialmente vinculados à situações envolvendo encenação sexual. Pet play é quando uma pessoa é tratada como um animal durante atividades fetichistas. Ageplay são práticas onde pelo menos um dos participantes interpreta uma idade diferente da idade real dele. Feminização refere-se à prática sexual de vestir um parceiro submisso como mulher e/ou incentivá-lo ou treiná-lo para agir de maneira feminina.